# Königsklinger Aue
Die Königsklinger Aue oder Eltviller Aue ist eine natürliche Binneninsel im Inselrhein zwischen Mainz und Bingen am Rhein. Mit einer Fläche von rund 80 Hektar ist sie die größte Rheininsel in diesem Abschnitt, noch vor der Mariannenaue, die nur gut 700 Meter südwestlich (flussabwärts) liegt. 2,8 km flussaufwärts ist die Rettbergsaue die nächstgelegene der Rheinauen. Die Königsklinger Aue ist etwa doppelt so groß wie die Insel Mainau im Bodensee. Die Insel gehört zur Stadt Ingelheim am Rhein in Rheinland-Pfalz. Nur die nordöstliche, flussaufwärts gelegene Spitze der Insel gehört noch zur Gemeinde Budenheim. Sie begleitet das Eltviller Rheinufer von den ersten Villengrundstücken bis zum Schwimmbad über eine Länge von 2,15 Kilometern (Stromkilometer 510,0 bis 512,1, die Längswerke nicht mitgerechnet). Sie liegt zwischen der Hauptfahrrinne im Norden und dem linken Ufer im Süden. An der breitesten Stelle ist die Insel 500 Meter breit. Längswerke riegeln den Rheinarm zwischen der Aue und dem linken Ufer weitgehend ab, sodass dieser sich zu einer Stillwasserzone mit nur geringer Strömung gewandelt hat, die bei extremem Niedrigwasser ganz unterbrochen wird.

## Geschichte
An Stelle der Königsklinger Aue bestanden im Jahre 1575 drei kleinere Inseln, die sich später durch Anlandung und Rheinbegradigung verbunden und vergrößert haben. Im Westen lag die, je nach Lesart, Ringelaue oder Kingelaue, weiter stromaufwärts die Landschreiberaue und im Osten der Neue Sand. Für die Kingelaue gab es auch die Schreibweisen Kungelaue, Konigelauwe (Karnickelaue) und am Ende des 18. Jahrhunderts Königlingesaue, der dem aktuellen Namen schon sehr ähnlich klingt. Der Name könnte sich daraus erklären, dass dieses die Aue war, auf der im Jahre 840 Kaiser Ludwig der Fromme „gegenüber von Ingelheim“ verstarb. Allerdings gibt es auch Grund zu der Annahme, dass dieses Ereignis auf der Mariannenaue stattgefunden habe. Jedenfalls befand sich die Insel bis zur Französischen Revolution im Eigentum des Klosters Eberbach, und auch die Landschreiberaue muss ihrem Namen zufolge zum kurmainzischen Rheingau gehört haben. Mithin ist die Bezeichnung Eltviller Aue schon durch jahrhundertelange Beziehungen zum Rheingau gerechtfertigt.
Im Frieden von Lunéville 1801 wurde die Fahrrinne der stromabwärts fahrenden Schiffe als Grenze Frankreichs festgelegt. Damit gehörte die Aue zum Linken Rheinufer und zum Gemeindegebiet von Heidesheim am Rhein, das 2019 nach Ingelheim am Rhein eingemeindet wurde. Diese Grenzziehung zwischen Eltville und der Eltviller Aue hatte über alle Wechselfälle der deutschen Geschichte seitdem Bestand. Sowohl nach dem Wiener Kongress als auch nach der Gründung des Deutschen Reiches und auch nach dem Zweiten Weltkrieg wurde in der Hauptfahrrinne eine Landesgrenze gezogen.
Als Folge der Säkularisation erwarb der Eltviller Handelskaufmann Johann Maria Kertell die Aue, die sodann Kertellaue genannt wurde. Nach seinem Tode war sie von 1831 bis 1851 im Eigentum der Familie Langwerth von Simmern. Nächster Eigentümer war Salomon Marix, ein Seidenwarenhändler aus Lyon, der sich im gleichen Jahr in Eltville niedergelassen hatte. Er ließ 1853 ein erstes Herrenhaus, das sogenannte Krimschlösschen auf der Insel errichten. Nach ihrer Hochzeit bewohnte Marix’ Tochter Olga die von ihrem Vater geerbte Insel, die daraufhin im Volksmund „Olga-Insel“ genannt wurde. 1888 erwarb Freiherr Carl Ferdinand von Stumm-Halberg die Insel, die nach dessen Tod 1901 an seine Tochter Berta von Lucius  (1876–1949) überging. Sie ließ das alte Herrenhaus niederreißen und 1904–1909 die heutige Villa nach Plänen des Architekten Wilhelm Kreis erbauen. 1912 heiratete Berta von Lucius den Rittmeister Graf Adalbert von Francken-Sierstorpff (1856–1922). Als dieser am 27. Mai 1922 starb, ließ ihn seine Frau in einem Mausoleum im Osten der Insel beisetzen. Im Eigentum dieser Familie blieb die Insel bis 1955 und ist seitdem noch mehrmals in andere Hände übergegangen. Heute befindet sich die Insel im Eigentum der Familie Mayer, welcher auch die Karl Mayer Textilmaschinenfabrik in Obertshausen gehört.

## Natur
Seit 1992 gehört die Insel zum Naturschutzgebiet Haderaue-Königsklinger Aue, das  eine Fläche von 165 Hektar hat. Schutzzweck ist die Erhaltung und Entwicklung der verbliebenen Relikte einer ehemals ausgedehnten Auelandschaft einschließlich der dem Land vorgelagerten Insel „Königsklinger Aue“ mit den Wasser- und Wasserwechselbereichen, Uferzonen, Sandbänken, Auewiesen und Auewaldresten als Standorte seltener wildwachsender Pflanzenarten und Pflanzengesellschaften, als Lebens- und Teillebensräume seltener wildlebender Tierarten und aus wissenschaftlichen Gründen.